# Coupe des Tatras 2018
Navigation
Édition précédente Édition suivante
La Coupe des Tatras 2018 est la 71e édition de hockey sur glace du tournoi organisé en août et septembre dans la ville de Poprad en Slovaquie. 

## Résultats

### Phase de groupes

#### Groupe A
| Clt   | Équipe           | PJ | V | VP | D | DP | BP | BC | Pts |
| ----- | ---------------- | -- | - | -- | - | -- | -- | -- | --- |
| +001, | HK Poprad        | 2  | 1 | 0  | 0 | 1  | 8  | 7  | 4   |
| +002, | DVTK Jegesmedvék | 2  | 1 | 0  | 1 | 0  | 4  | 4  | 3   |
| +003, | HC Vítkovice     | 2  | 0 | 1  | 1 | 0  | 7  | 8  | 2   |

- Qualifié en finale

#### Groupe B
| Clt   | Équipe         | PJ | V | VP | D | DP | BP | BC | Pts |
| ----- | -------------- | -- | - | -- | - | -- | -- | -- | --- |
| +001, | Orli Znojmo    | 2  | 1 | 1  | 0 | 0  | 8  | 5  | 5   |
| +002, | Rapaces de Gap | 2  | 0 | 1  | 1 | 0  | 5  | 6  | 2   |
| +003, | HC Košice      | 2  | 0 | 0  | 0 | 2  | 5  | 7  | 2   |

- Qualifié en finale

### Phase finale

#### Match pour la cinquième place
- HC Vítkovice -  HC Košice  : 1 - 2 (Pr)

#### Match pour la troisième place
- DVTK Jegesmedvék -  Rapaces de Gap  : 0 - 3

#### Finale
| 2 septembre | HK Poprad | 4-1 | Orli Znojmo | Zimný štadión mesta Poprad |